# Автобан A13 (Швейцарія)
Автобан A13 — це автомагістраль, іноді Автоштрассе (швидкісна дорога), яка пролягає від Санкт-Маргретена на північному сході Швейцарії до Аскони на півдні Швейцарії, перетинаючи головний ланцюг Альп у районі Граубюнден. Це південна половина європейського маршруту E43.

## Будівництво
A13 розпочався як дорога, яка в основному була швидкісною, від туманного початку в Санкт-Маргретені до Гааги, навпроти Ліхтенштейну. Автострада починалася в Гаазі і проходила через Райхенау. Потім це знову була швидкісна дорога до Мезокко. Останні кілометри, що з’єднували його від Ровередо до автостради А2, були швидкісною дорогою. Сьогодні ділянку від Санкт-Маргретена до Гааги капітально переобладнали на автостраду. Через складний рельєф перетворення ділянки Граубюнден на повну автомагістраль буде складним.
Маршрут є складним на південь від Кура, столиці Граубюнденів. Цілорічне відкриття траси стало можливим лише в 1967 році, коли був побудований тунель Сан-Бернардіно, включаючи під'їзні гілки A13. Тому інколи це виглядає скоріше як розширена гірська дорога, ніж як автострада чи швидкісна дорога. Для всіх пандусів у напрямку до кульмінації в тунелі Сан-Бернардіно, між Тузіс і Соацца, немає центральної конструкції, яка б розділяла два напрямки проїжджої частини; кожна смуга приблизно на 50 відсотків більша, ніж на головній магістралі, і обгін (з використанням частини проїжджої частини, зарезервованої для іншого напрямку) дозволений там, де це зазначено. Швидкісна дорога пролягає через Альпи через тунель Сан-Бернардіно, що становить 6,6 км у довжину. Він також проходить повз ущелину Віа-Мала, де нічні шоу розповідають історію 2000 років будівництва дороги через цю перешкоду (лише влітку).

## Загальна інформація
A13 продовжує A1 на березі Боденського озера, з'єднується з автострадою A3 на розв'язці Сарганс на її північній гілці, а також з автострадою A2 у Беллінцоні, на південь від Альп. Він також з’єднується з головними дорогами, що прямують до Флімса - Дізентіса вздовж Альп або Клостерса, Санкт-Моріца через перевал Джульєр та Італії (через перевал Сплюген).

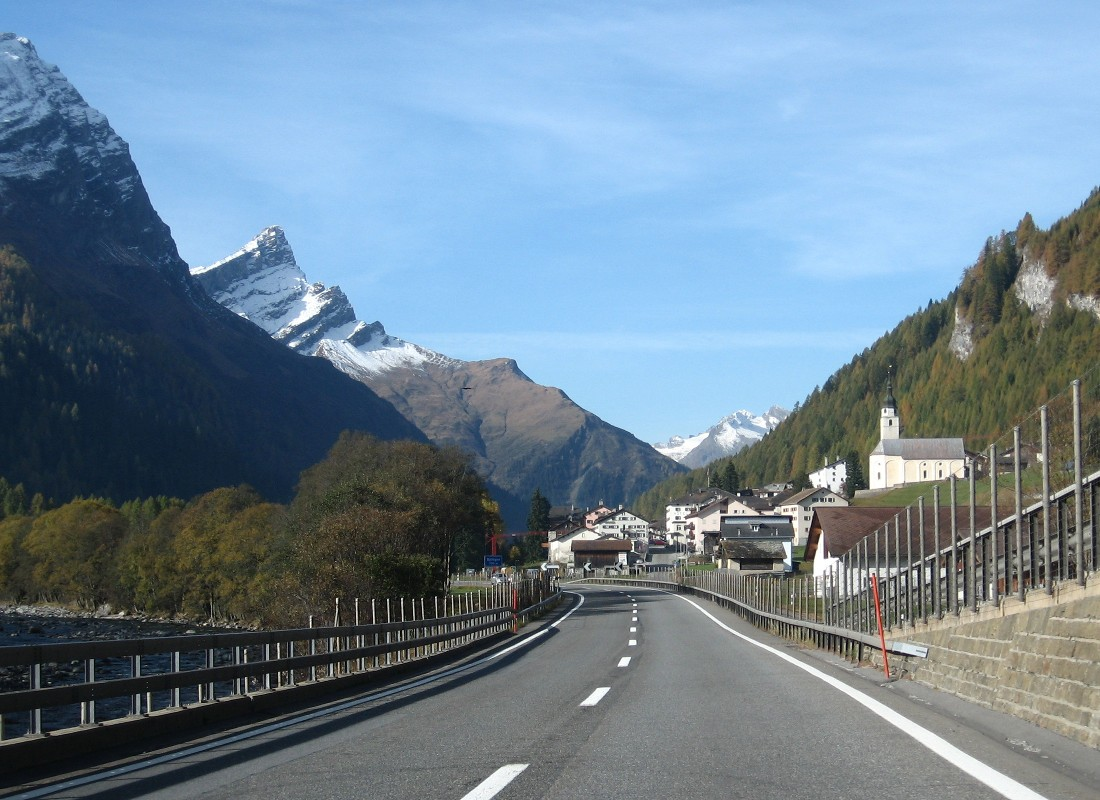
A13 як автоштрассе, повз Сплуген.

Основний маршрут: Санкт-Маргретен - Букс СГ - Сарганс - Ландкварт - Кур - Тузіс - Сплюген - Тунель Кассанавальд - Гінтеррайн - Автодорожній тунель Сан-Бернардіно - Піан-Сан-Джакомо - Ровередо - Беллінцона - Локарно - Аскона